# Lill-Boktjärnen
Lill-Boktjärnen är en sjö i Härjedalens kommun i Härjedalen och ingår i Dalälvens huvudavrinningsområde.